# درسة الغاب
درسة الغاب (الاسم العلمي: Emberiza schoeniclus) (بالإنجليزية: Reed Bunting)‏، هو طائر ينتمي إلى عنبريات (فصيلة: Emberizidae).

## معرض صور

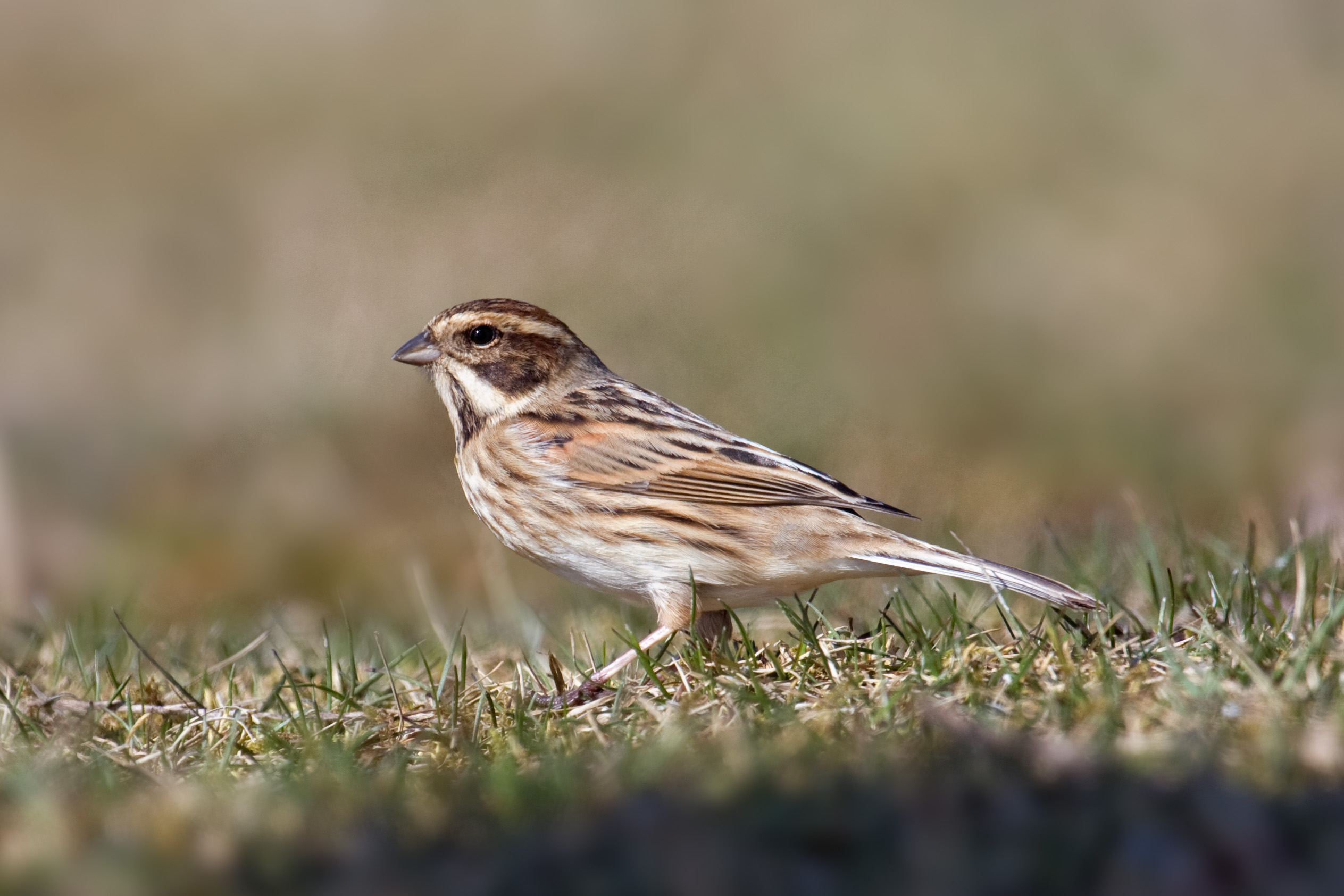
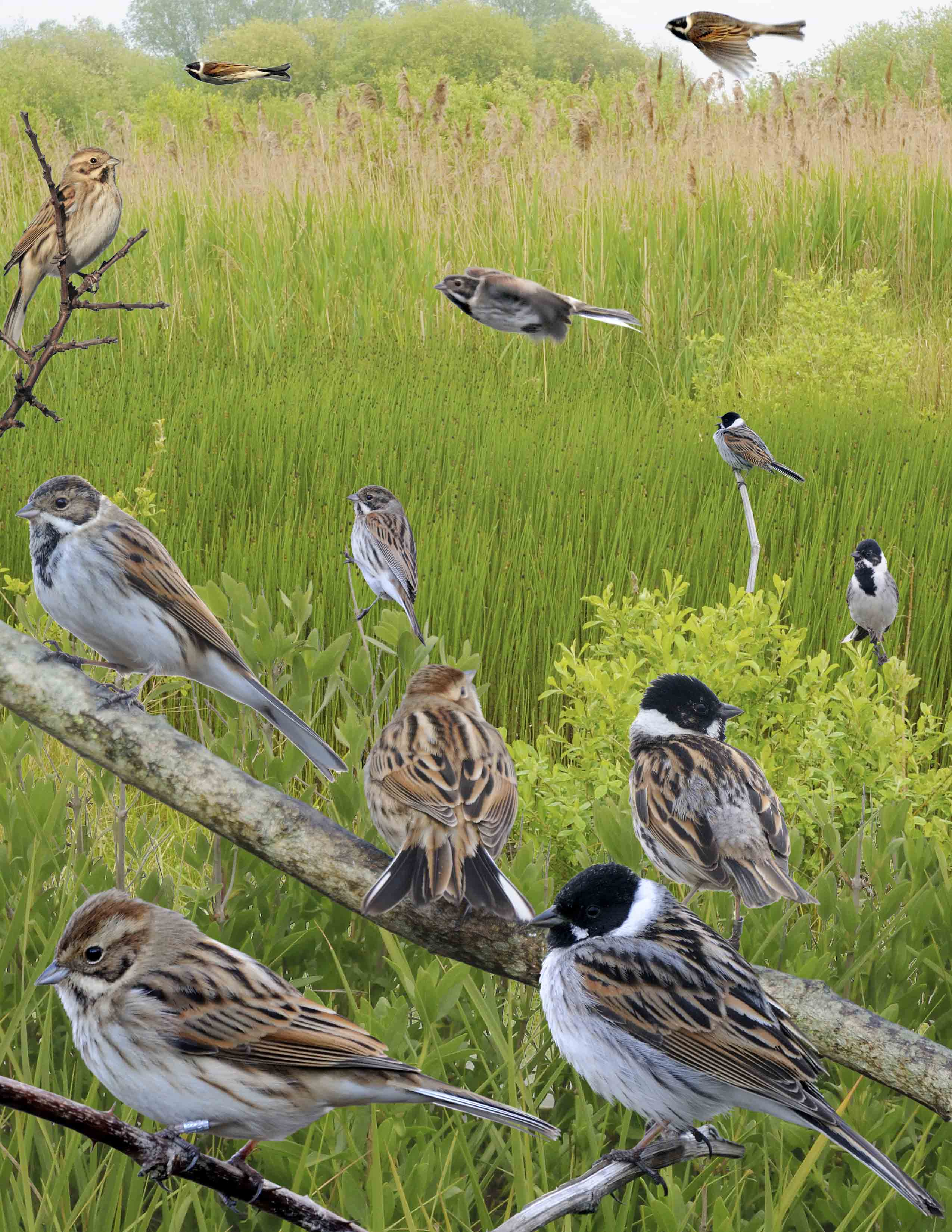
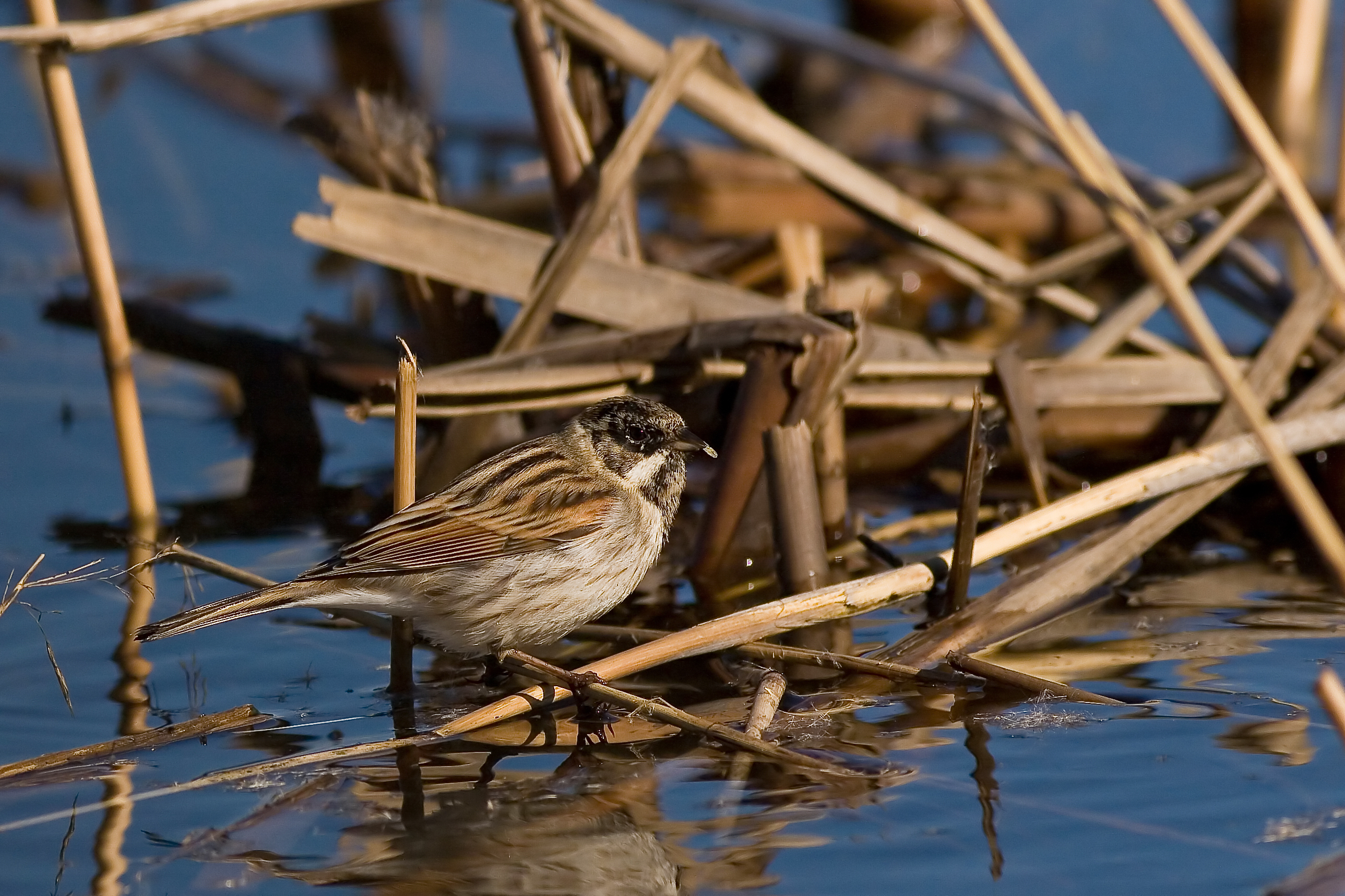
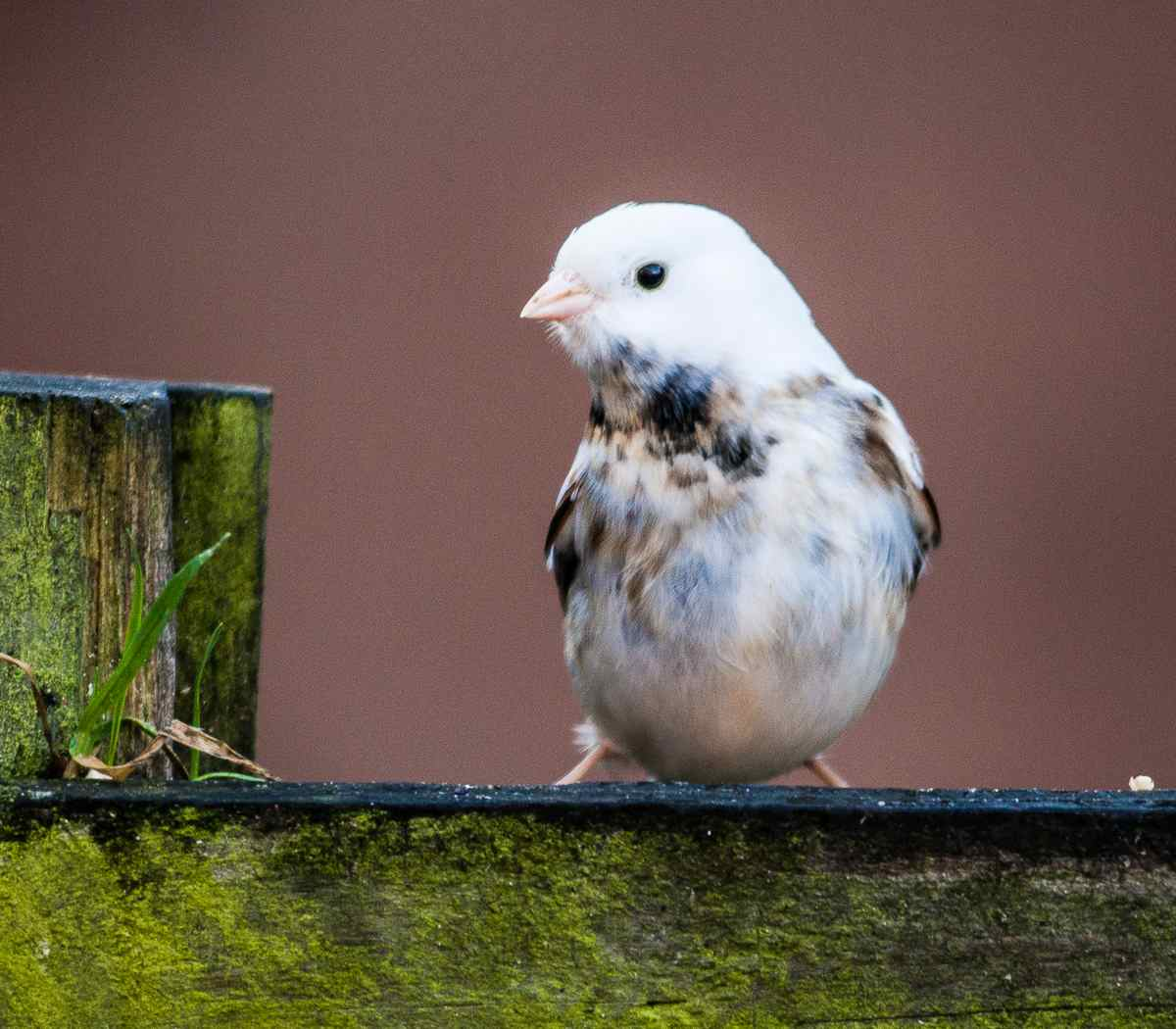
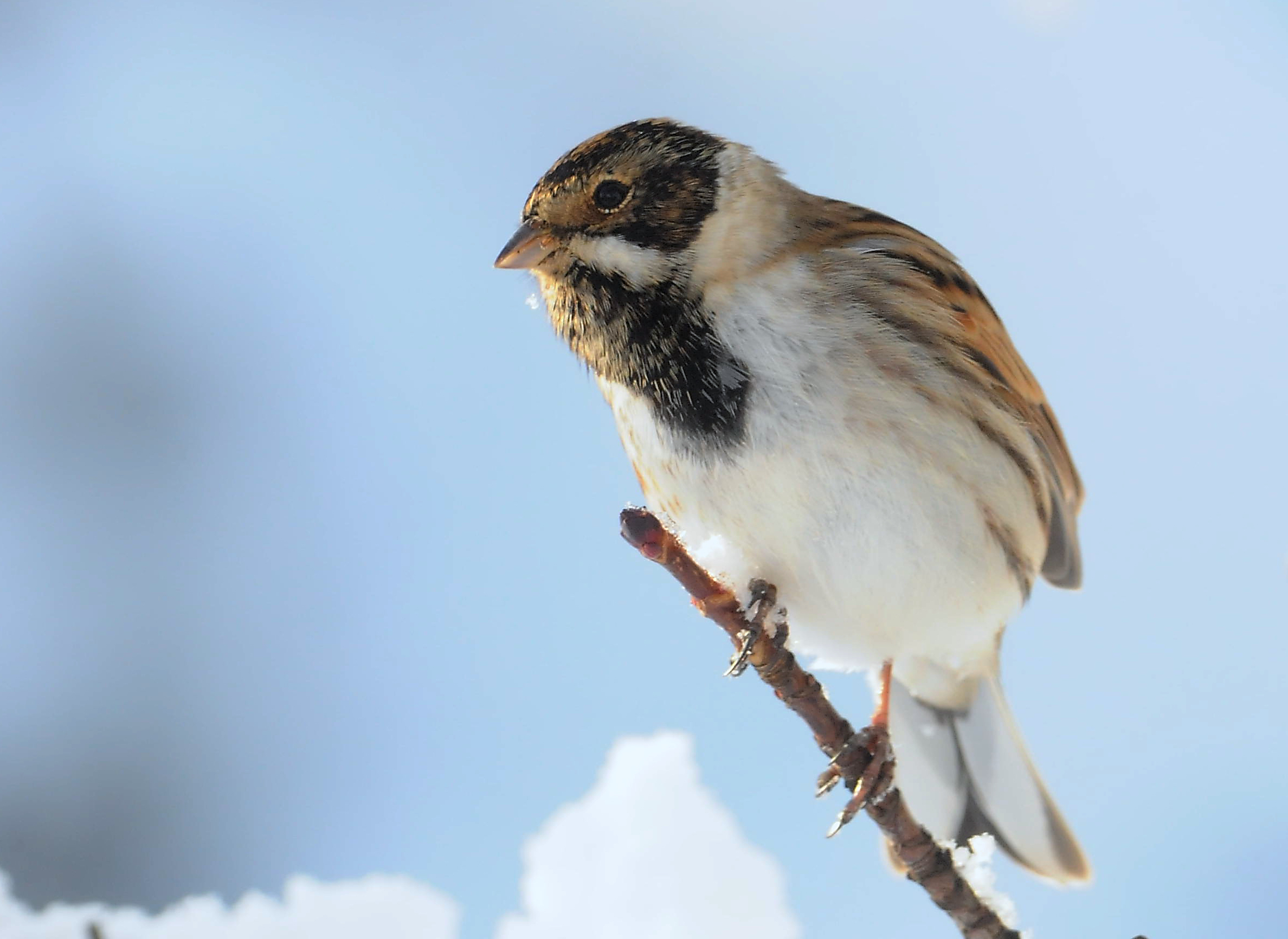

## انظر أيضا

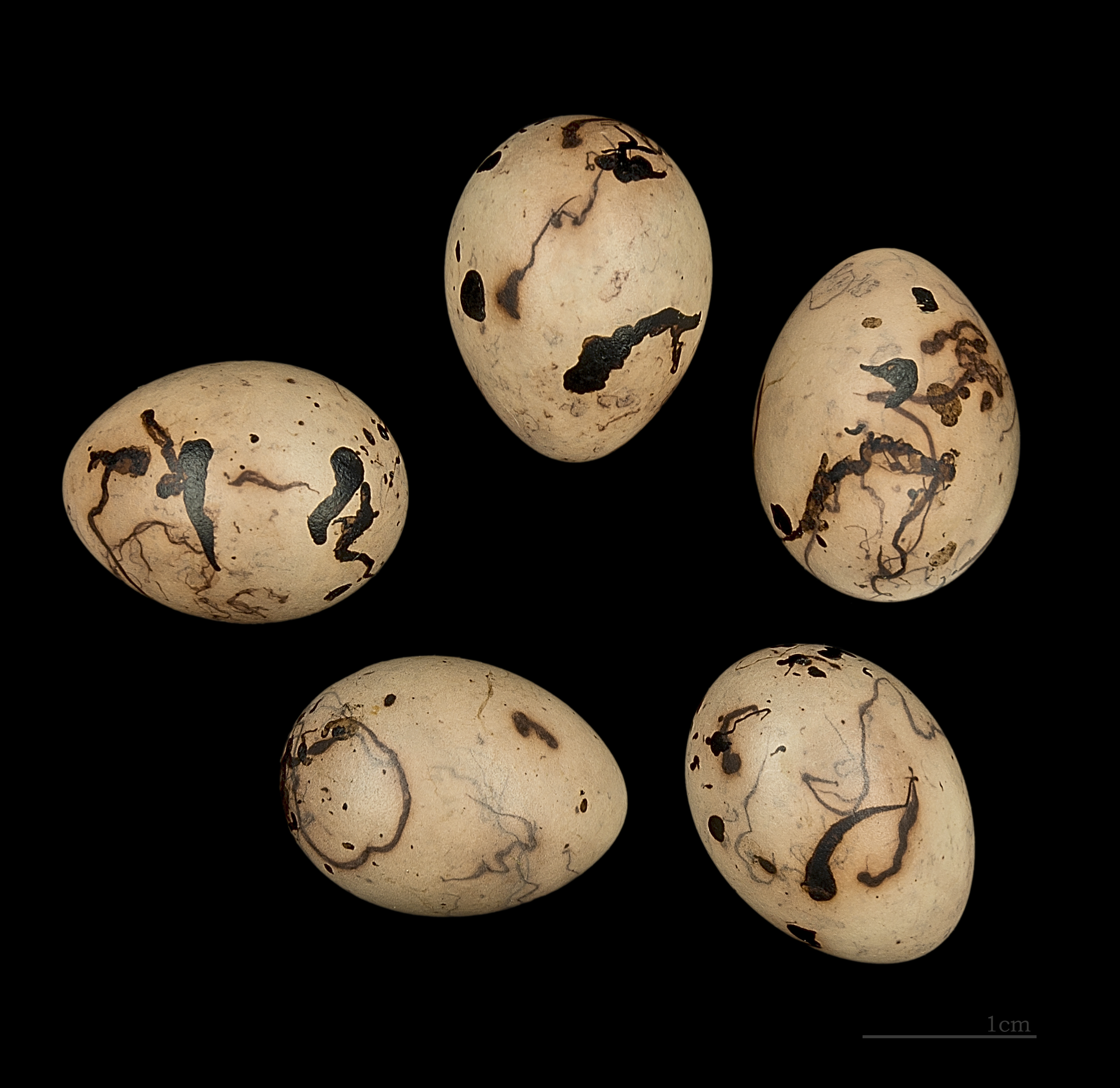
Emberiza schoeniclus